# قبس جميل
قبس جميل (الاسم العلمي:Phlox pulcherrima) هو نوع من النباتات يتبع جنس القبس من الفصيلة البولامونيونية.